# André de Leones
André Luiz Ponce Leones (Goiânia, 1980) é um escritor brasileiro.

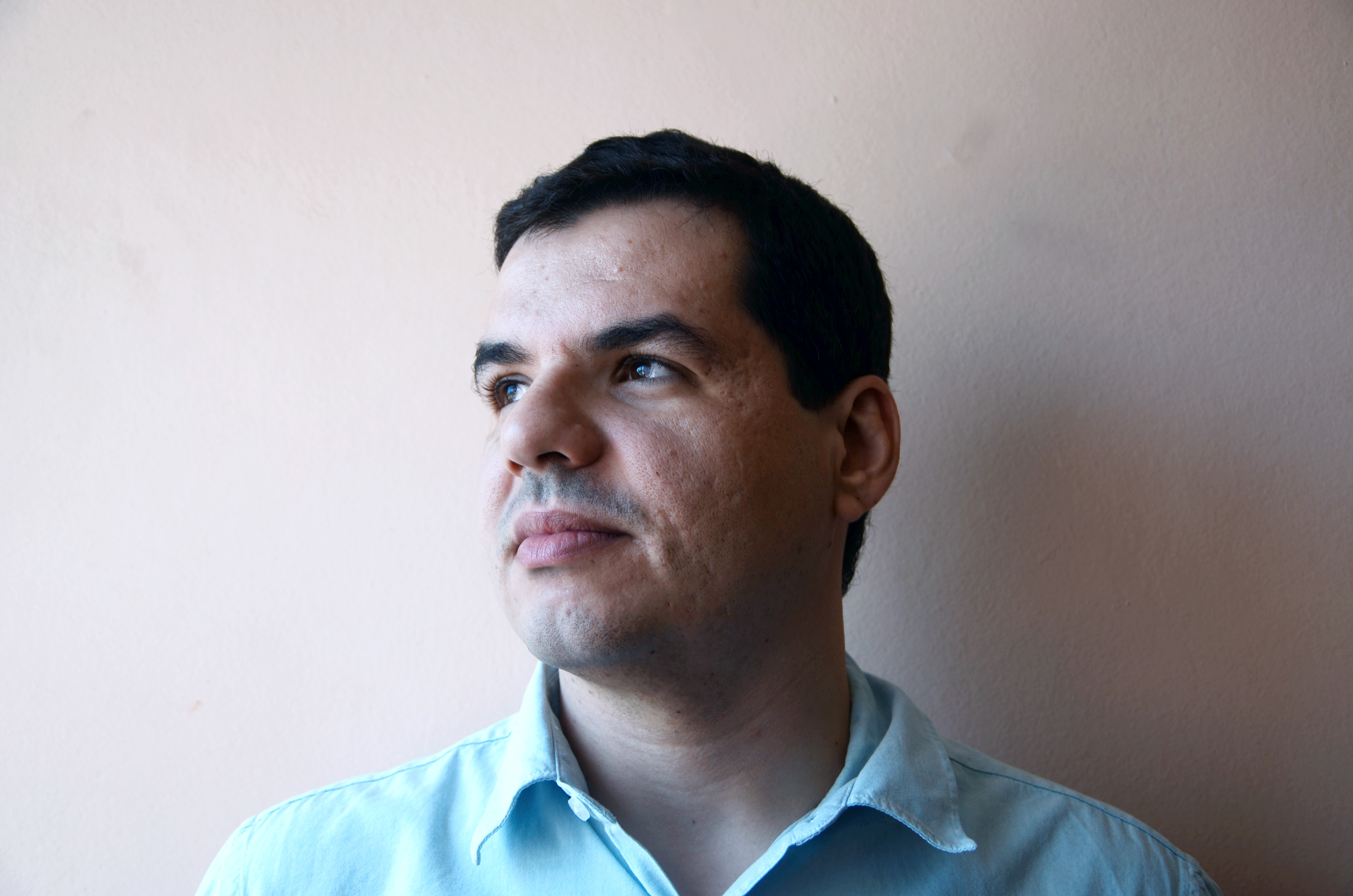
Crédito da imagem: Roseli Vaz.

## Biografia
André de Leones foi criado em Silvânia, no interior de Goiás. Vive em São Paulo.
Em 2006, venceu o Prêmio Sesc de Literatura  com seu romance de estreia, Hoje está um dia morto, lançado pela Editora Record. Em 2008, a mesma editora publicou Paz na Terra Entre os Monstros, uma coletânea com nove contos e uma novela.
Em 2012, foi um dos convidados da programação principal da 10ª Festa Literária Internacional de Paraty.
Seus quatro romances seguintes foram lançados pela Editora Rocco: Como Desaparecer Completamente, a narrativa pós-apocalíptica Dentes Negros, Terra de Casas Vazias    e  Abaixo do Paraíso, eleito um dos melhores livros de ficção de 2016 pelo jornal O Globo.
Em 2018, lançou o romance Eufrates pela Editora José Olympio. Considerado um dos melhores lançamentos do ano pelo jornal O Estado de São Paulo, Eufrates foi finalista do Prêmio São Paulo de Literatura 2019 e do Prêmio Jabuti, e semifinalista do Prêmio Oceanos.
O longa-metragem Dias Vazios, de Robney Bruno Almeida, é uma adaptação do primeiro romance de Leones, Hoje está um dia morto  . No Cine PE 2018, o filme recebeu os prêmios de melhor ator (Arthur Ávila) e melhor atriz coadjuvante (Carla Ribas).
Vento de Queimada, lançado em 2023 pela Editora Record, é um romance situado no Centro-Oeste do Brasil, no começo da década de 1980, e protagonizado por uma matadora envolvida com políticos corruptos e outros criminosos.
Leones é graduado em Filosofia pela Pontifícia Universidade Católica de São Paulo e colabora com os jornais O Estado de São Paulo    , Estado de Minas e O Popular.

## Obras publicadas
- Hoje está um dia morto (romance, 2006)
- Paz na Terra Entre os Monstros (contos, 2008)
- Como Desaparecer Completamente (romance, 2010)
- Dentes Negros (romance, 2011)
- Terra de Casas Vazias (romance, 2013)
- Abaixo do Paraíso (romance, 2016)
- Eufrates (romance, 2018)
- Vento de Queimada (romance, 2023)